# Верба пурпурова
Верба пурпурова, верба червона (Salix purpurea L.) — вид рослин з роду верба.

## Морфологічна характеристика

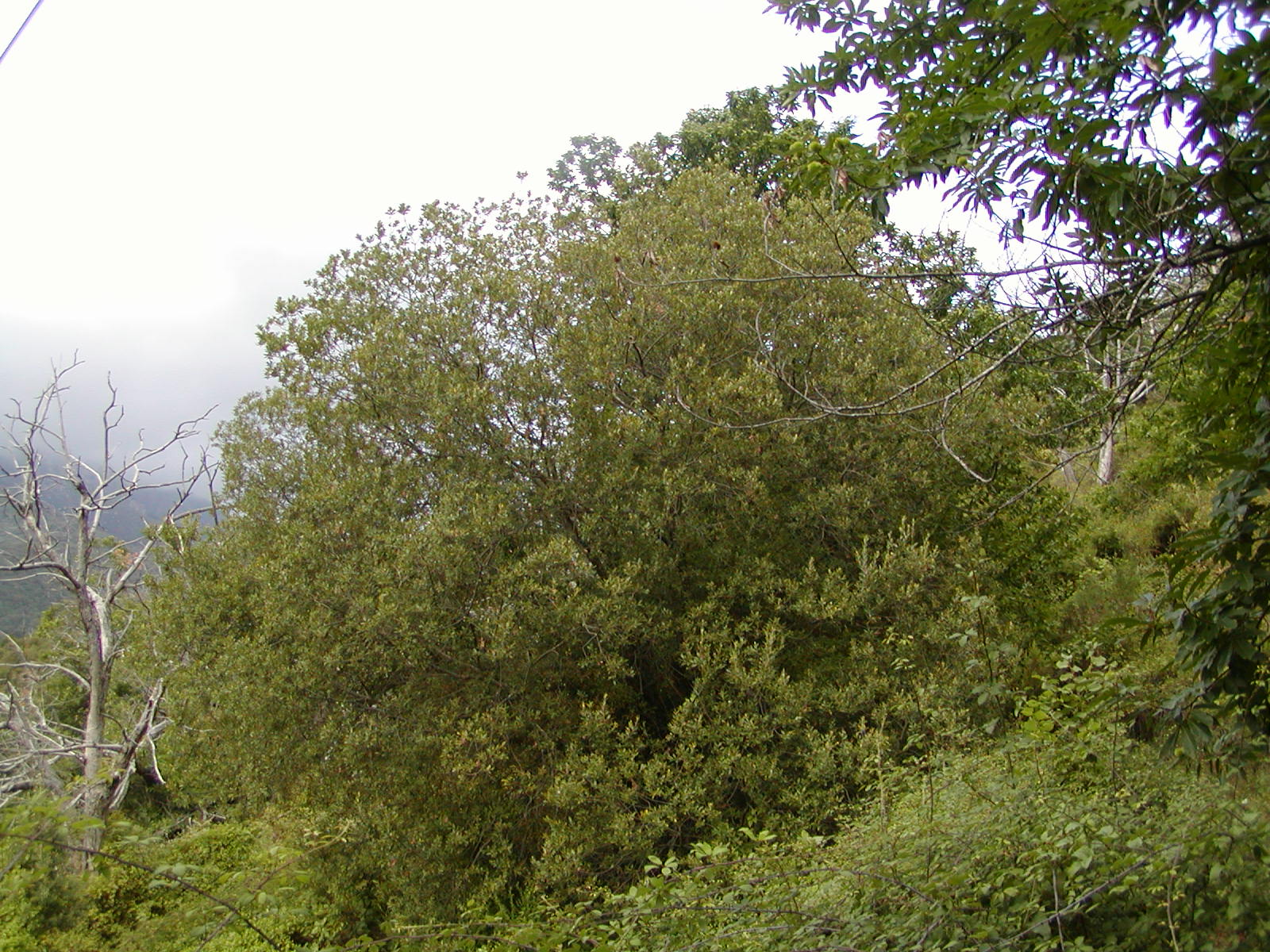

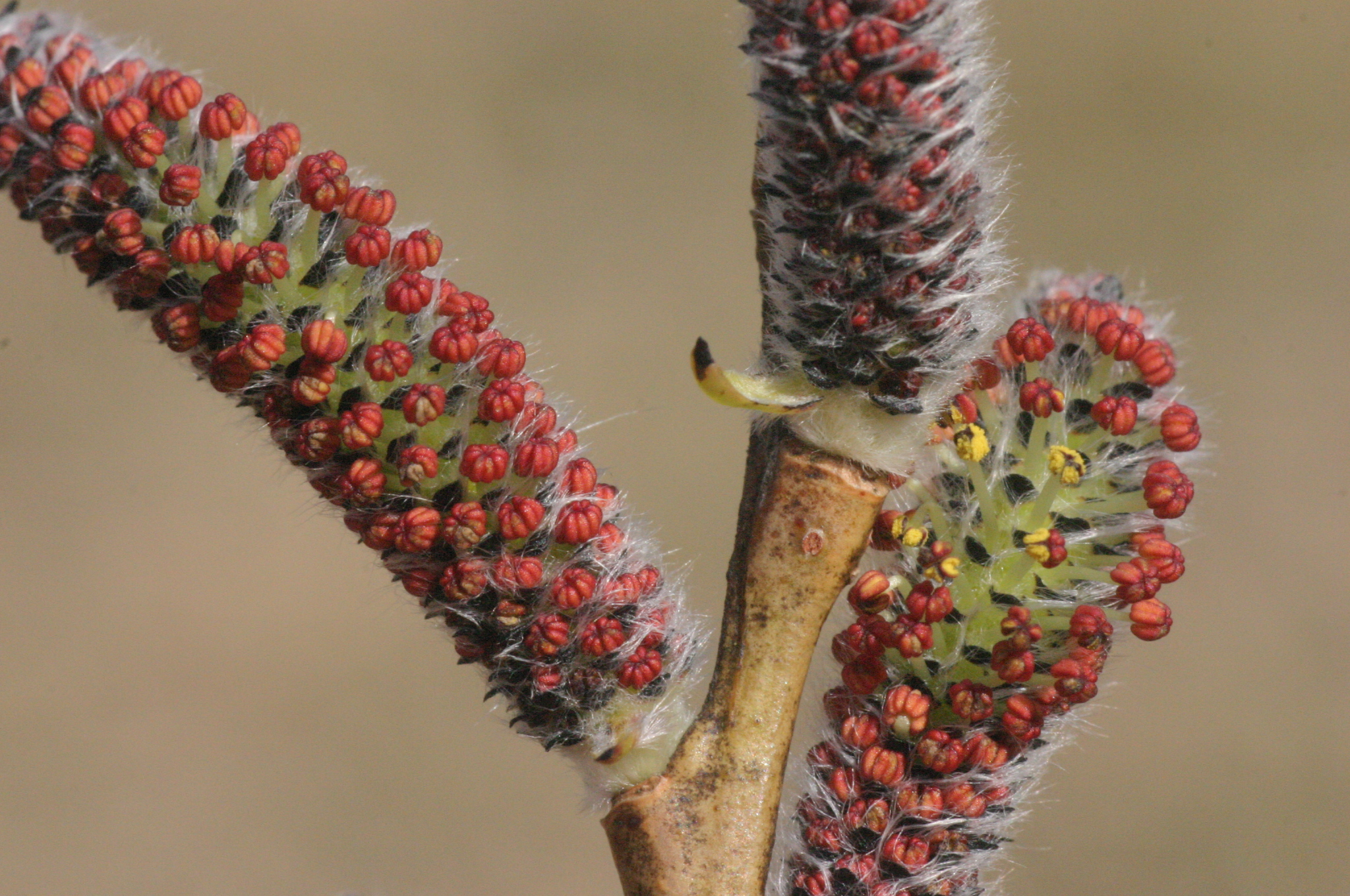

Кущ, зрідка невелике деревце (1–5 м заввишки). Пагони й гілки довгі, гнучкі, голі, темно-пурпурові, інколи з сизим восковим нальотом. Листкорозміщення супротивне або кососупротивне, листки тонкі, голі, зеленувато-сизі, оберненоланцетні, цілокраї. Сережки тоненькі, сіруваті, нитки тичинок волосисті, зрослі. Зростає по берегах річок, на пісках, на заболочених суходільних луках. Цвіте у квітні — травні.